# سقف
 سقف، هي قرية ومركز في محافظة الغزالة بمنطقة حائل في سعودية تقع جنوباً، بميل الغرب عن حائل 100كم.
يحدها من الشمال جبال الحضن ومن الجنوب قرية انبوان، وشرقاً تحدها محافظة الغزالة وغربًا جبل بغم وبراري غير مأهوله.

## نشأتها
ليس هناك تاريخ موثق لنشأة القرية من البداية ولكن يظهر أنها كانت مورداً قديماً جداً ووادي فيه نخيل، ويعتقد انها عمرت مابين عام 1290هجري إلى 1335هجريه إستدلالاً من البنايات الطينيه الموجوده بها.
وفيها وادي يحمل نفس الاسم ينحدر من الحضن باتجاه الجنوب حتى يفيض في وادي الشعبة (الثلبوت قديماً).ليشكل أحد روافده الكبيرة. وكان من مناهل الطريق القديم بين بلدة فيد وبلدة تيماء وعليه أقيمت القرية.

## لمحة تاريخية
ذكرها ياقوت الحموي في معجم البلدان وذكر انها ماء في قبلة أجا و سقف جبل في ديار طيء وقيل: هو منهل في ديار طيء بوادي القصّة قاصداً لرمان، وقيل: ماء لطيء بإزاء سميراء عن يسار المصعد إلى مكة من الكوفة.
وعلى طرف الوادي الغربي يوجد جبل سقف وهو الذي قصده الشاعر الجاهلي امرؤ القيس بقوله:
ويقول الجاهلي حاتم الطائي:

## نبذة عن تأسيس مركز سقف
اسس على يد أمير المركز رباح بن فزاع الرباح في عام 1401هـ 1981م

## القرى التابعة
- بدائع سقف
- الارطاوي
- المسجد
- حويان
- القصيصة
- بدائع الصباحة